# Castronuevo (kommunhuvudort)
Castronuevo är en kommunhuvudort i Spanien.   Den ligger i provinsen Provincia de Zamora och regionen Kastilien och Leon, i den centrala delen av landet, 210 km nordväst om huvudstaden Madrid. Castronuevo ligger 691 meter över havet och antalet invånare är 339.
Terrängen runt Castronuevo är platt, och sluttar västerut. Runt Castronuevo är det mycket glesbefolkat, med 4 invånare per kvadratkilometer. Närmaste större samhälle är Villalpando, 19,4 km nordost om Castronuevo. Trakten runt Castronuevo består till största delen av jordbruksmark.